# Ida (Hinduismus)
Ida (Sanskrit इडा iḍā f. „Labetrank“) oder Ila (इळा Iļā) ist eine hinduistische Göttin, der verschiedene Mythen und Funktionen zugeschrieben wurden. Ida wechselte mehrmals das Geschlecht und nahm als Mann den Namen Sudyumna an (Sanskrit सुद्युम्न m.).

## Rigveda
Im Rigveda, der ältesten hinduistischen Überlieferung, ist Ida die Personifizierung des Opfers aus Milch und Butter. Sie bildet in den vedischen Apri-Hymnen zusammen mit Sarasvati und Mahi oder Bharati eine Trinität (Dreifaltigkeit).

## Ramayana
Nach einer Erzählung im Epos Ramayana war Ida, Sohn von Kardama, der König von Bahli. Als er den Hain betrat, wo Shiva in weiblicher Gestalt meditierte, wurde Ida in eine Frau verwandelt. Daraufhin wurde sie die Frau von Budha (dem Planeten Merkur) und durch ihn Mutter des Pururavas. Nach einem Pferdeopfer wurde Ida wieder zum Mann zurückverwandelt.

## Puranas
In der puranischen Überlieferung gilt Ida als Tochter des Manu Vaivasvata. Als dieser den Göttern Mitra und Varuna ein Opfer mit der Bitte um einen Sohn darbrachte, unterlief dem ausführenden Priester ein Fehler und statt eines Sohnes wurde Manu eine Tochter geboren, die er Ida nannte. Durch die Gnade der Götter Mitra und Varuna wurde sie in einen Mann verwandelt und Sudyumna genannt. Doch ein Fluch Shivas verwandelte ihn wieder zur Frau, die dann Budha heiratete und somit über den gemeinsamen Sohn (Pururavas) zur Stammmutter der Monddynastie wurde. Nach der Geburt von Pururavas verwandelte Vishnu Ida wieder in den Mann Sudyumna, der Vater von drei Söhnen wurde.